# Matthias Maurer
Matthias Josef Maurer (* 18. března 1970 St. Wendel) je německý vědec a astronaut Evropské vesmírné agentury, 576. člověk ve vesmíru. Od podzimu 2021 do jara 2022 absolvoval pobyt na Mezinárodní vesmírné stanici (ISS), kde byl členem Expedice 66..

## Život a vzdělání, vědecká kariéra
V roce 1989 vystudoval Matthias Maurer Gymnázium Wendalinum v Sankt Wendel v Sársku. Poté zahájil povinnou civilní službu jako záchranář u pohotovostní služby Malteser. Studoval vědu a technologii na Sárské univerzitě v německém Saarbrückenu na EEIGM (Evropská škola materiálové technologie École européenne d'ingénieurs en génie des matériaux, součást Université de Lorraine) ve francouzské Nancy, na univerzitě v Leedsu ve Velké Británii a na Katalánské polytechnické univerzitě (Universitat Politècnica de Catalunya) v Barceloně ve Španělsku. V letech 1999 až 2004 absolvoval Maurer doktorát na Ústavu materiálových věd RWTH v Cáchách v Německu, kde získal inženýrský doktorát Dr.-Ing. Jeho disertační práce s názvem „Lightweight composites made of aluminium foam with thermally sprayed coatings“ mu přinesla několik vědeckých cen. Po dokončení doktorátu podnikl Maurer dlouhodobou cestu kolem světa. V roce 2006 Maurer úspěšně dokončil další studijní obor ekonomie na univerzitě v Hagenu s titulem MBA.
Maurer je držitelem několika patentů v oblasti vědy o materiálech a materiálového inženýrství. Hovoří plynně čtyřmi jazyky (německy, anglicky, španělsky a francouzsky) a v rámci výcviku astronautů absolvuje také intenzivní jazykové školení v ruštině a čínštině.

## Kariéra v ESA

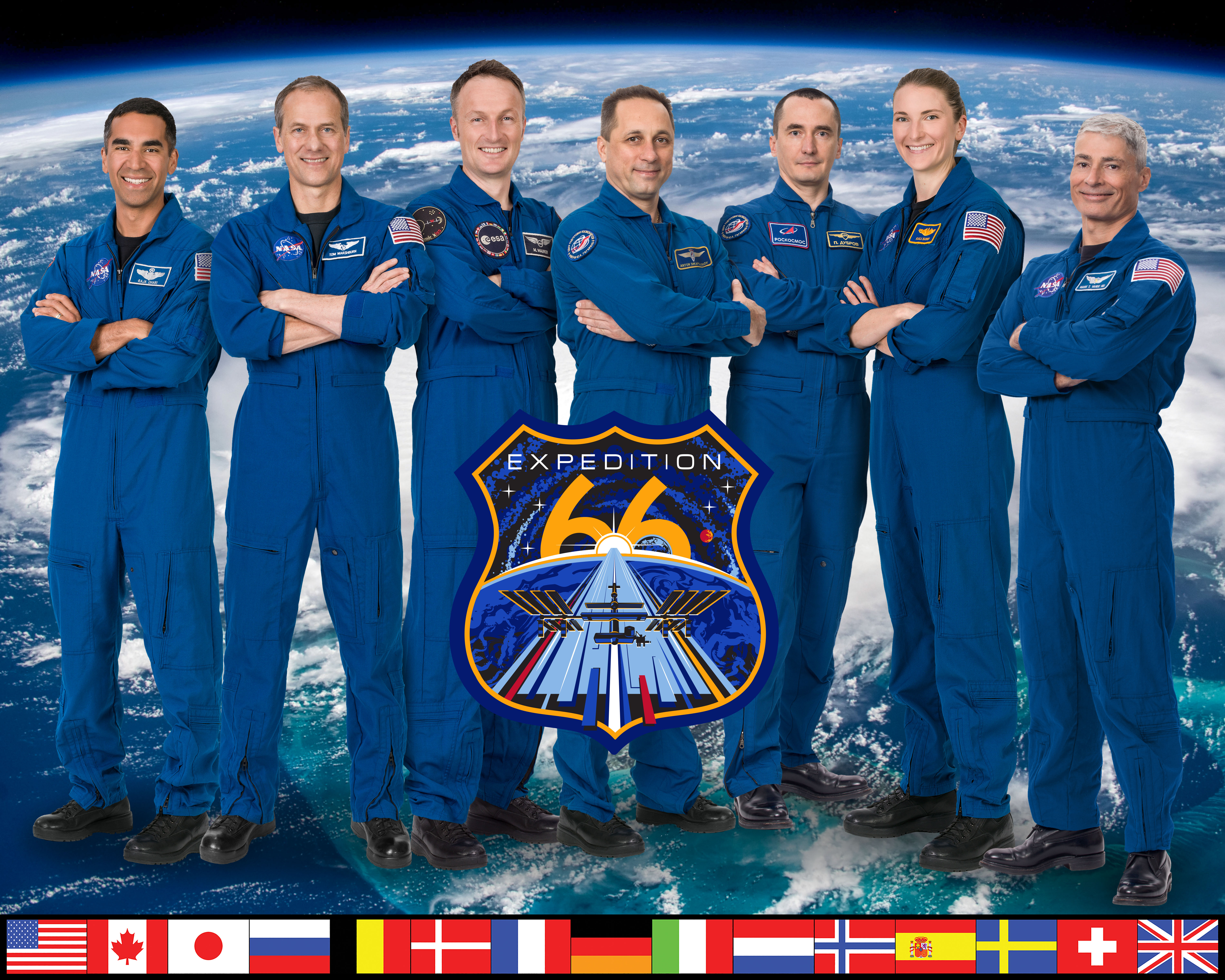
Sedmičlenná posádka Expedice 66 (Matthias Maurer třetí zleva).

Maurer se v roce 2008 přihlásil do Evropské kosmické agentury jako astronaut s téměř 8500 dalšími kandidáty a byl jedním z deseti, kteří prošli výběrovým řízením, ale původně nebyl jmenován do Evropského sboru astronautů. V roce 2010 začal pracovat pro Evropskou kosmickou agenturu jako technik podpory posádky a eurocom pro tým řízení letu Columbus v Evropském středisku astronautů (EAC) v německém Kolíně nad Rýnem. Předtím, než se v červenci 2015 formálně připojil k evropskému sboru astronautů, převzal Maurer hlavní roli v projektech ESA Astronaut Center, aby se připravil na budoucí vesmírné a měsíční operace s novými mezinárodními partnery a rozšířil odborné znalosti agentury v oblasti lidského průzkumu nad rámec Mezinárodní vesmírné stanice.
V roce 2014 se zúčastnil programu ESA Cooperative Adventure for Valuing and Exercising Human Behavior and Performance Skills a v roce 2016 byl součástí analogické mise NASA Extreme Environment Mission Operations 21, podvodního výcvikového programu pro budoucí posádky ISS na Floridě. V březnu 2018 získal certifikaci pro provádění výstupů do volného kosmu souvisejících s Mezinárodní vesmírnou stanicí v americkém skafandru EMU . V roce 2018 také úspěšně absolvoval základní výcvik astronautů a výcvik před přidělením a získal tak úplnou certifikaci pro cestu do vesmíru.

### Astronaut
V květnu 2020 zahájil v Johnsonově vesmírném středisku v Texasu po boku astronauta ESA Thomase Pesqueta a ruských kosmonautů Sergeje Ryžikova, Sergeje Kuď-Sverčkova, Olega Novického a Pjotra Dubrova kosmický výcvik. Podle oznámení z 28. července 2020 byl stanoven členem hlavní posádky letu SpaceX Crew-3 plánovaného na podzim 2021 a současně záložním členem posádky mise SpaceX Crew-2 jako náhradník Thomase Pesqueta (ESA).
Ke svému prvnímu kosmickému letu SpaceX Crew-3 odstartoval společně s astronauty Rajou Charim, Thomasem Marshburnem a Kaylou Barronovou odstartoval v lodi Endurance 11. listopadu 2021. Ještě téhož dne se připojili k ISS, kde zůstanou zhruba půl roku jako členové dlouhodobé Expedice 66. Při svém prvním letu se podíval také do volného prostoru – ve dvojici s Rajou Chari 23. března instalovali hadice na modul radiátorového ventilu, kterým prochází čpavek do radiátorů stanice kvůli udržování správné teploty systémů. Dále připojili napájecí a datový kabel na vědeckou plošinu Bartolomeo modulu Columbus, vyměnili externí kameru na příhradovém nosníku a provedli několik dalších úkonů k modernizaci hardwaru stanice. Výstup trval 6 hodin a 54 minut. Loď s celou posádkou se od stanice odpojila 5. května 2022 a při pobřeží Floridy přistála o den později. První Maurerův let trval 176 dní, 2 hodiny a 39 minut.
Mezi jeho záliby patří fotografie a během svých misí pořídil velké množství fotografií zemského povrchu z oběžné dráhy.